# 小切手外交
小切手外交 (英語: Checkbook diplomacy, Chequebook diplomacy)は、対外関係の向上のために行われる、国家間の経済援助及び投資による国際政策。この用語は、中華人民共和国と中華民国（台湾）間の、太平洋諸国をはじめとする世界各国からの「承認」を得るための競争で使用された。 ストラトフォーは、その2ヶ国は地政学的に取るに足らないような政府への注意の為に争っているとし、世界中のほぼ全ての主要各国は中華人民共和国を「中国」と承認していると言及した。
また、湾岸戦争中及び戦争後におけるドイツ及び日本の国際介入を言及する際にも使われたことがある。その歴史ゆえ、両国は第二次世界大戦後の占領軍下に作成された憲法の為に両国は自国軍を多国籍軍に投入することができなかった (日本国憲法第9条及びドイツ連邦共和国基本法第87a条を参照)。その代わりとして、二国は戦争への協力として巨額の融資を申し出た。さらに戦後処理で日本は初の自衛隊海外派遣を行うこととなった。しかしながら、この間、ドイツは別地域におけるNATO海軍に部隊を提供している。